# Pararotruda
Pararotruda é um gênero de mariposa pertencente à família Crambidae.